# Berengario de Tours

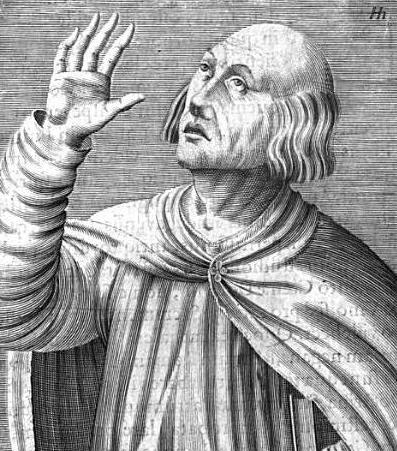
Berengario de Tours

Berengario de Tours (Tours, Francia, c. 999 – Saint-Cosme, Tours, 6 de enero de 1088) fue un religioso y teólogo francés.

## Biografía
Estudió en Tours y después en Chartres, bajo los auspicios el obispo Fulberto. Tras la muerte de este, en 1029, Berengario regresó a Tours para dirigir la escuela de San Martino. En 1039 fue nombrado archidiácono de Angers, pero continuó viviendo en Tours.
En 1047 Berengario mantuvo una polémica con Lanfranco de Pavía, abad del monasterio de Le Bec, en Normandía, y futuro arzobispo de Canterbury, sobre la naturaleza de la Eucaristía, dogma de fe cristiana desde 1215, según la cual, durante la celebración de la misa el pan y el vino del celebrante se transforman realmente en el cuerpo y la sangre de Cristo; esta transformación recibe el nombre de transubstanciación. Para Berengario no ocurre realmente ninguna transformación, siendo el pan y el vino, únicamente símbolos del cuerpo y la sangre de Cristo; para Lanfranco, en cambio, el pan y el vino son realmente cuerpo y sangre de Cristo.
Denunciado por Lanfranco, Berengario fue hecho prisionero y después condenado en el Concilio de Vercelli del año 1050. A causa de las sucesivas reafirmaciones de sus tesis, volvió a ser condenado en el Concilio de París del año 1051, en el de Tours de 1055, de Roma de 1059, de Poitiers de 1075, de Saint Maixeut de 1076, en el de Roma del año 1078 y, finalmente en el de Burdeos de 1080 en el que Berengario manifestó creer que, «después de la consagración, el pan se convierte en el verdadero cuerpo de Cristo, el cuerpo nacido de la Virgen, y el pan y el vino sobre el altar, gracias al misterio de las palabras de Nuestro Salvador, se convierten en sustancia en el Cuerpo y Sangre del Señor Jesucristo».
En 1215, en el IV Concilio de Letrán, la transubstanciación se convirtió en dogma de fe.

## Obras
Las tesis de Berengario están recogidas en la obra De sacra coena adversus Lanfrancum

## Doctrina
Retomando las nociones aristotélicas sobre sustancia y accidente, Berengario afirmó que si una sustancia desaparece, desaparecen también sus propiedades, que están intrínsecamente ligadas a aquella: si en la Eucaristía la sustancia del pan y del vino desaparecen, deberían desaparecer sus propiedades accidentales, como el sabor, el olor, el color etc.; desde el momento que esto no sucede las sustancias del pan y del vino deben continuar subsistiendo durante el acto de la consagración.
Para Berengario el pan y el vino son sólo un símbolo de realidad espiritual, un signum sacrum, es decir, un signo visible que permite aferrarse, más allá de la apariencia sensible, a la idea de la Pasión de Cristo.